# (10017) Jaotsungi
(10017) Jaotsungi es un asteroide perteneciente al cinturón de asteroides, descubierto el 30 de octubre de 1978 por el equipo del Observatorio de la Montaña Púrpura desde el Observatorio de la Montaña Púrpura, Nankín (China).

## Designación y nombre
Designado provisionalmente como 1978 UP2. Fue nombrado Jaotsungi en honor al sinólogo, pintor y calígrafo, Jao Tsung-i, alias Xuantang, mundialmente famoso. Ha dado conferencias en reconocidas universidades de Asia, Europa y América del Norte, y tiene más de 80 publicaciones académicas.

## Características orbitales
Jaotsungi está situado a una distancia media del Sol de 2,186 ua, pudiendo alejarse hasta 2,506 ua y acercarse hasta 1,865 ua. Su excentricidad es 0,146 y la inclinación orbital 9,090 grados. Emplea 1180,64 días en completar una órbita alrededor del Sol.

## Características físicas
La magnitud absoluta de Jaotsungi es 13,8. Tiene 4 km de diámetro y su albedo se estima en 0,373.